# UTC+1:30
UTC+1:30 — часова зона, яка використовувалася у Південній Африці з 1897 по 1903 роки та може використовуватися на Закарпатті для точного розрахунку сонячного час
Час: 12:00 коли у Києві 12:30, у Берліні 11:30, у Лондоні 10:30, у Нью-Йорку 5:30, у Лос-Анджелесі 2:30, у Токіо 19:30
час

## Використання
Зараз не використовується, але доцільно використовувати на Закарпатті

## Історія використання
Час UTC+1:30 використовувався:

### Як стандартний час
- ПАР
- Намібія

- Закарпаття

### Як літній час
Ніколи не використовувався